# Seznam památných stromů v okrese Pelhřimov
Toto je seznam památných stromů v okrese Pelhřimov, v němž jsou uvedeny památné stromy na území okresu Pelhřimov.
| Název                                                | Obrázek                                          | Umístění                                                      | Druh                                            | Obvod [v cm] | Kód wikidata     | Galerie                                                                       | Poznámka |
| ---------------------------------------------------- | ------------------------------------------------ | ------------------------------------------------------------- | ----------------------------------------------- | ------------ | ---------------- | ----------------------------------------------------------------------------- | --- |
| Dub v Bohdalíně                                      |                                                  | Bohdalín 49°18′42″ s. š., 15°0′37″ v. d.                      | dub letní                                       | 380          | 102888 Q26787917 |                                                                               | Na mezi u domu čp.45 |
| Lipová alej ke hřbitovu                              |                                                  | Božejov 49°21′38″ s. š., 15°8′55″ v. d.                       | lípa malolistá (38)                             |              | 102889 Q26791067 |                                                                               | Po obou stranách cesty ke hřbitovu |
| Lípa srdčitá                                         |                                                  | Božejov 49°21′39″ s. š., 15°8′52″ v. d.                       | Lípa malolistá                                  | 455          | 102893 Q26787922 |                                                                               | Na místním hřbitově |
| Lípa srdčitá Božejov                                 |                                                  | Božejov 49°21′39″ s. š., 15°8′51″ v. d.                       | Lípa malolistá                                  | 380          | 102892 Q26787921 |                                                                               | Na zahradě čp. 75, cca 5 m od hřbitovní kaple |
| Cetorazský dub                                       |                                                  | Cetoraz                                                       | dub letní                                       | 320          | 105949 Q26790565 |                                                                               | Na okraji obce na oploceném pozemku, využívaném částečně jako plantáž dřevin                                                                           |
| Ctibořské lípy                                       |                                                  | Ctiboř u Častrova 49°18′0″ s. š., 15°12′6″ v. d.              | lípa malolistá (2)                              |              | 102849 Q26783166 |                                                                               | Vlevo u silnice Ctiboř-Perky |
| Lípa malolistá                                       | Lípa malolistá                                   | Částkovice 49°24′10″ s. š., 15°8′47″ v. d.                    | lípa malolistá                                  | 477          | 102891 Q26787920 | Kategorie „Lípa v Částkovicích“ na Wikimedia Commons                          | Na návsi u rybníka před domem čp.14 |
| Dvě lípy v Perkách                                   | Dvě lípy v Perkách                               | Častrov 49°18′28″ s. š., 15°11′41″ v. d.                      | lípa malolistá (2)                              |              | 102854 Q26783170 |                                                                               | Na louce vedle křižovatky mezi obcemi Perky a Častrov; poutní místo; obvod kmenů 315 cm, 450 cm                                                        |
| Dub u Červeného dvora                                |                                                  | Černovice u Tábora 49°21′25″ s. š., 14°59′15″ v. d.           | dub letní                                       | 500          | 102846 Q26787884 |                                                                               | Na travnaté ploše sousedící se starou usedlostí, SZ od vsi Rytov                                                                                       |
| Zámecká lípa                                         |                                                  | Černovice u Tábora 49°22′8″ s. š., 14°57′52″ v. d.            | lípa malolistá                                  | 490          | 102864 Q26787896 |                                                                               | Na zámeckém nádvoří v obci Černovice |
| Dub letní                                            |                                                  | Červená Řečice 49°30′31″ s. š., 15°10′41″ v. d.               | dub letní                                       | 620          | 102885 Q26787915 |                                                                               | Na travnaté ploše proti zámku, vlevo u silnice od Pelhřimova do Červené Řečice                                                                         |
| Javor babyka                                         |                                                  | Čížkov 49°26′26″ s. š., 15°7′8″ v. d.                         | javor babyka                                    | 470          | 102901 Q26787928 |                                                                               | V zámeckém parku |
| Lípy v Drahoňovské aleji                             |                                                  | Drahoňov 49°21′46″ s. š., 15°4′30″ v. d.                      | lípa malolistá (3)                              |              | 104659 Q26783133 |                                                                               | V tzv. "Drahoňovské aleji", místní komunikace směrem na Nový Drahoňov                                                                                  |
| Jasan ztepilý                                        |                                                  | Horní Cerekev 49°19′15″ s. š., 15°19′25″ v. d.                | jasan ztepilý                                   | 405          | 102878 Q26787909 |                                                                               | Ve Štítného ulici |
| Duby u koupaliště                                    |                                                  | Humpolec 49°32′5″ s. š., 15°21′33″ v. d.                      | dub letní (4)                                   |              | 102866 Q26783123 |                                                                               | V areálu městského koupaliště v Okružní ulici, na hrázi bývalého Bekova rybníka; obvod kmenů od 290 cm do 420 cm                                       |
| Lípa malolistá za čp. 119 v Humpolci                 |                                                  | Humpolec 49°32′27″ s. š., 15°21′16″ v. d.                     | lípa malolistá                                  | 345          | 105641 Q26790205 |                                                                               | Za domem čp. 119 Havlíčkovo náměstí |
| Lípa srdčitá při čp. 114 v Humpolci                  |                                                  | Humpolec 49°32′27″ s. š., 15°21′15″ v. d.                     | lípa malolistá                                  | 465          | 105640 Q26790204 |                                                                               | Východně od domu čp. 114 na Havlíčkově náměstí |
| Jiřická lípa                                         | Jiřická lípa                                     | Jiřice u Humpolce 49°33′12″ s. š., 15°19′0″ v. d.             | lípa velkolistá                                 | 800          | 102903 Q12024994 | Kategorie „Jiřická lípa“ na Wikimedia Commons                                 | Na návsi před domem čp.25 |
| Hradní buk                                           |                                                  | Kámen u Pacova 49°25′26″ s. š., 15°0′50″ v. d.                | buk lesní nachový                               | 307          | 102851 Q26787888 | Kategorie „Hradní buk“ na Wikimedia Commons                                   | V areálu zahrady hradu Kámen, součást historické zeleně                                                                                                |
| Kámenský cypřišek                                    |                                                  | Kámen u Pacova 49°25′27″ s. š., 15°0′50″ v. d.                | Cypřišek Lawsonův                               | 107          | 102850 Q26787886 | Kategorie „Kámenský cypřišek“ na Wikimedia Commons                            | Na jižním parteru zahrady pod hradní skalou; unikátní výskyt druhu, stáří cca 200 let                                                                  |
| Lípa v Kamenici nad Lipou                            | Lípa v Kamenici nad Lipou                        | Kamenice nad Lipou 49°18′7″ s. š., 15°4′47″ v. d.             | lípa malolistá                                  | 500          | 102902 Q12034689 | Kategorie „Kamenická lípa“ na Wikimedia Commons                               | Pod terasou v zámeckém parku, torzo stromu, vrchol sražen v r. 1824; v roce 2002 poškozena pádem jiného stromu; erbovní strom města Kamenice nad Lipou |
| Lipové stromořadí Heřmaň-Dráchov                     |                                                  | Kamenice nad Lipou 49°19′9″ s. š., 15°4′36″ v. d.             | lípa velkolistá                                 |              | 102865 Q26791006 |                                                                               | Podél polní cesty |
| Skupina stromů v Zámeckém parku v Kamenici nad Lipou |                                                  | Kamenice nad Lipou 49°18′6″ s. š., 15°4′44″ v. d.             | dub letní (1) buk lesní jemně stříhanolistý (1) |              | 104658 Q26783144 |                                                                               | Na travnaté ploše zámeckého parku pod objektem bývalého pivovaru; obvod kmenů 337 cm, 450 cm                                                           |
| Košetická lípa                                       |                                                  | Košetice 49°33′15″ s. š., 15°6′13″ v. d.                      | lípa malolistá                                  | 520          | 102861 Q26787893 | Kategorie „Košetická lípa“ na Wikimedia Commons                               | Na levé krajnici silnice Košetice-Buřenice |
| Lípa u fary v Křeči                                  |                                                  | Křeč 49°23′10″ s. š., 14°54′54″ v. d.                         | lípa malolistá                                  | 400          | 104878 Q26789522 | Kategorie „Lípa u fary v Křeči“ na Wikimedia Commons                          | Na travnatém prostranství před farou, vedle komunikace                                                                                                 |
| Lípy u kapličky pod hřbitovem                        |                                                  | Křeč 49°23′3″ s. š., 14°54′53″ v. d.                          | lípa malolistá (2)                              |              | 104879 Q26783140 | Kategorie „Lípy u kapličky pod hřbitovem“ na Wikimedia Commons                | Mezi poli, ukapličky vedle polní cesty; obvod kmenů 375 cm, 410 cm                                                                                     |
| Lípy u Léskovce                                      |                                                  | Léskovec 49°17′34″ s. š., 15°16′22″ v. d.                     | lípa malolistá (2)                              |              | 105406 Q26783161 |                                                                               | U Božích muk vedle polní cesty vedoucí k PR Krčil |
| Lípa srdčitá                                         |                                                  | Libkova Voda 49°22′32″ s. š., 15°11′30″ v. d.                 | lípa malolistá                                  | 591          | 102884 Q26787914 | Kategorie „Lípa srdčitá v Libkově Vodě“ na Wikimedia Commons                  | Na návsi, před sochou sv. Jana |
| Lípa malolistá v obci Lísky                          |                                                  | Lísky u Holušic 49°34′22″ s. š., 15°15′42″ v. d.              | lípa malolistá                                  | 400          | 102853 Q26787890 |                                                                               | Nedaleko návsi, mezi objekty čp. 7 a čp.5 |
| Lípa v Lukavci                                       |                                                  | Lukavec u Pacova 49°33′59″ s. š., 14°59′26″ v. d.             | lípa malolistá                                  | 310          | 102858 Q26787892 |                                                                               | V obci, na náměstí u kostela |
| Musilova sosna †                                     |                                                  | Mezná u Pelhřimova                                            | borovice černá                                  | 160          | 102896           |                                                                               | Severně cca 1 km od osady Mezná, u stezky Mezná-Čelistná, v malém remízku na kopci nad obcí                                                            |
| Lípa u vodojemu                                      |                                                  | Mezná u Pelhřimova 49°20′25″ s. š., 15°12′34″ v. d.           | Lípa malolistá                                  | 460          | 102895 Q26787923 |                                                                               | U vodojemu, u cesty do Častrova |
| Lípa malolistá                                       |                                                  | Mladé Bříště 49°29′28″ s. š., 15°20′4″ v. d.                  | lípa malolistá                                  | 390          | 105645 Q26790208 |                                                                               | V obci při cestě ke kostelu u jihozápadního rohu čp. 4                                                                                                 |
| Lípy v Mnichu                                        |                                                  | Mnich 49°17′54″ s. š., 14°58′0″ v. d.                         | lípa malolistá (2)                              |              | 104657 Q26783137 |                                                                               | Na návsi, na travnaté ploše před kostelem |
| Lípa srdčitá                                         |                                                  | Moraveč 49°24′41″ s. š., 15°4′31″ v. d.                       | lípa malolistá                                  |              | 105649 Q26790212 |                                                                               | V obci v soukromé zahradě |
| Lípa malolistá †                                     |                                                  | Mysletín 49°28′38″ s. š., 15°22′12″ v. d.                     | lípa malolistá                                  | 390          | 102886 Q26787916 |                                                                               | U silnici od Zachotína vlevo před odbočkou na Bukovou, u čp.6; pravděpodobně nebyl vyhlášen. Ochrana zrušena 26. března 2024.                          |
| Dub letní Honzův Mlýn                                |                                                  | Nový Rychnov 49°22′47″ s. š., 15°22′20″ v. d.                 | dub letní                                       | 540          | 102879 Q26787910 |                                                                               | Na hrázi bývalého mlýnského náhonu u rybníka |
| Habr v Pacově                                        |                                                  | Pacov 49°28′27″ s. š., 15°0′2″ v. d.                          | habr obecný                                     | 330          | 102900 Q26787927 |                                                                               | Uprostřed travnaté plochy v zámeckém parku, torzo |
| Lípy u Božích muk u Pelce                            |                                                  | Pelec 49°19′ s. š., 15°8′36″ v. d.                            | lípa malolistá (2)                              |              | 105404 Q26783172 |                                                                               | U Božích muk u komunikace směrem na Častrov |
| Dvě lípy srdčité                                     |                                                  | Pelhřimov 49°26′15″ s. š., 15°13′23″ v. d.                    | lípa malolistá (2)                              |              | 105795 Q26783153 |                                                                               | V městských sadech |
| Javor mléč                                           | Javor mléč v Pelhřimově                          | Pelhřimov 49°26′8″ s. š., 15°13′21″ v. d.                     | javor mléč                                      |              | 105644 Q26790207 | Kategorie „Javor_mléč_(Pelhřimov)“ na Wikimedia Commons                       | V blízkosti ulice Raděčínská |
| Javorová alej                                        |                                                  | Pelhřimov 49°25′8″ s. š., 15°12′35″ v. d.                     | javor mléč (41)                                 |              | 105643 Q26790884 | Kategorie „Javorová alej (Pelhřimov)“ na Wikimedia Commons                    | neuvedena |
| Jilm horský                                          | Jilm horský v Pelhřimově: celkový pohled od jihu | Pelhřimov 49°25′56″ s. š., 15°13′44″ v. d.                    | jilm horský                                     | 333          | 105642 Q26790206 | Kategorie „Jilm_horský_v_Pelhřimově“ na Wikimedia Commons                     | neuvedena |
| Lípy u křížku                                        |                                                  | Pelhřimov 49°25′53″ s. š., 15°12′38″ v. d.                    | lípa malolistá (2)                              |              | 102857 Q26783149 | Kategorie „Lípy u křížku (Pelhřimov)“ na Wikimedia Commons                    | U křížku nad ulicí B.Němcové |
| 6ks Buk                                              |                                                  | Plačkov 49°32′44″ s. š., 15°24′12″ v. d.                      | buk lesní (6)                                   |              | 102873 Q26783125 |                                                                               | Na kraji lesního pozemku v lokalitě Brandsoudův dvůr.                                                                                                  |
| Buk                                                  |                                                  | Plačkov 49°32′48″ s. š., 15°24′9″ v. d.                       | buk lesní                                       | 443          | 102876 Q26787907 |                                                                               | V lese v lokalitě Brandsoudov, poblíž lesní cesty proti první chatě                                                                                    |
| Dub                                                  |                                                  | Plačkov 49°32′39″ s. š., 15°24′ v. d.                         | dub letní                                       | 592          | 102870 Q26787901 |                                                                               | Na louce Brandsoudov – lokalita U sádek |
| Dub                                                  |                                                  | Plačkov 49°32′43″ s. š., 15°24′12″ v. d.                      | dub letní                                       | 516          | 102872 Q26787903 |                                                                               | Na okraji lesa v lokalitě Brandsoudovský dvůr |
| Dub                                                  |                                                  | Plačkov 49°32′47″ s. š., 15°24′11″ v. d.                      | dub letní                                       | 334          | 102874 Q26787905 |                                                                               | Na okraji lesa v lokalitě Brandsoudovského dvora |
| Dub                                                  |                                                  | Plačkov 49°32′48″ s. š., 15°24′11″ v. d.                      | dub letní                                       | 488          | 102875 Q26787906 |                                                                               | V lese v lokalitě Brandsoudov, poblíž lesní cesty proti první chatě                                                                                    |
| Dub                                                  |                                                  | Plačkov 49°32′50″ s. š., 15°24′2″ v. d.                       | dub letní                                       | 350          | 102867 Q26787897 |                                                                               | Na louce v lokalitě Brandsoudov poblíž silnice Humpolec-Havlíčkův Brod                                                                                 |
| Javor                                                |                                                  | Plačkov 49°32′43″ s. š., 15°24′13″ v. d.                      | javor klen                                      | 467          | 102871 Q26787902 |                                                                               | Na okraji lesa v lokalitě Brandsoudovského dvora |
| Javor                                                |                                                  | Plačkov 49°32′43″ s. š., 15°24′0″ v. d.                       | javor klen                                      | 400          | 102869 Q26787900 |                                                                               | Na louce Brandsoudov – lokalita U sádek |
| Lípa srdčitá †                                       |                                                  | Plačkov 49°32′45″ s. š., 15°23′59″ v. d.                      | lípa srdčitá                                    | 510          | 102868 Q26787898 | Kategorie „Lípa srdčitá (Bransoudov)“ na Wikimedia Commons                    | Brandsoudov v lokalitě U sádek. Ochrana zrušena 26. března 2024.                                                                                       |
| 9 lip na hrázi Valchy                                |                                                  | Počátky 49°16′29″ s. š., 15°14′38″ v. d.                      | lípa malolistá (9)                              |              | 102859 Q26790881 |                                                                               | Na hrázi rybníka Valcha, mezi Velkým a Malým jezerem; obvod kmenů do 330 cm do 520 cm                                                                  |
| Lípa u Sosny                                         |                                                  | Počátky 49°15′24″ s. š., 15°13′57″ v. d.                      | lípa malolistá                                  | 360          | 102848 Q26787885 |                                                                               | Po pravé straně silnice Počátky-Stojčín |
| Lípy na městském hřbitově                            |                                                  | Počátky 49°15′53″ s. š., 15°14′28″ v. d.                      | lípa velkolistá (4)                             |              | 102860 Q26783159 |                                                                               | Na místním hřbitově |
| Lípy na rekreačním středisku Valcha                  |                                                  | Počátky 49°16′22″ s. š., 15°14′37″ v. d.                      | lípa malolistá (8)                              |              | 102847 Q26790880 |                                                                               | Na tarasu vedle příjezdové cesty ke středisku Valcha; obvod kmenů od 290 cm do 499 cm                                                                  |
| Lípy u Panny Marie                                   |                                                  | Počátky 49°16′3″ s. š., 15°14′5″ v. d.                        | lípa malolistá (2)                              |              | 105646 Q26783165 |                                                                               | U silnice Počátky-Častrov na úpatí Strážného kopce u morového sloupu se sochou Panny Marie                                                             |
| Rerychův buk †                                       |                                                  | Proseč u Pošné 49°26′30″ s. š., 15°3′50″ v. d.                | buk lesní                                       | 443          | 102863 Q26787895 |                                                                               | Na hrázi rybníka, jihovýchodně od bývalé hájovny Proseč. Ochrana zrušena 8. srpna 2022                                                                 |
| Tis v Proseči                                        |                                                  | Proseč u Pošné 49°26′37″ s. š., 15°2′45″ v. d.                | tis červený                                     |              | 102899 Q26787926 | Kategorie „Tis v Proseči“ na Wikimedia Commons                                | V zámeckém parku; srostlice čtyř kmenů |
| Havlíčkův dub                                        | Havlíčkův dub                                    | Proseč-Obořiště 49°24′23″ s. š., 15°7′47″ v. d.               | dub červený                                     | 560          | 102898 Q12019300 | Kategorie „Havlíčkův dub (Proseč-Obořiště)“ na Wikimedia Commons              | V zámeckém parku u rybníka |
| Lípa malolistá                                       | Lípa malolistá                                   | Radňov u Rynárce 49°23′4″ s. š., 15°16′26″ v. d.              | lípa malolistá                                  | 555          | 102897 Q26787925 | Kategorie „Památná lípa malolistá v Radňově (Pelhřimov)‎“ na Wikimedia Commons | Na návsi, na křižovatce |
| Buk lesní u zříc. hradu Orlík                        | Buk lesní                                        | Rozkoš u Humpolce 49°32′42″ s. š., 15°22′57″ v. d.            | buk lesní                                       | 357          | 102881 Q26787912 |                                                                               | Na západní straně hradního objektu |
| Dub letní, obec Otavožaty                            |                                                  | Senožaty 49°34′24″ s. š., 15°14′4″ v. d.                      | dub letní                                       | 368          | 102883 Q26787913 |                                                                               | v osadě Otavožaty |
| Lípa srdčitá, lokalita Za sady                       |                                                  | Senožaty 49°34′13″ s. š., 15°11′56″ v. d.                     | lípa malolistá                                  | 393          | 102877 Q26787908 |                                                                               | V lokalitě Za sady cca 100 m severně od kostela |
| Lípa srdčitá, obec Otavožaty †                       |                                                  | Senožaty 49°34′24″ s. š., 15°14′ v. d.                        | lípa malolistá                                  | 355          | 102882           |                                                                               | Na návsi v osadě Otavožaty |
| 2 ks lípy srdčité, lokalita Opatovský dvůr           |                                                  | Staré Bříště 49°29′17″ s. š., 15°23′2″ v. d.                  | lípa malolistá (2)                              |              | 102880 Q26783119 |                                                                               | V místě bývalého dvora (Opatovský dvůr) v lesním porostu                                                                                               |
| Lípy u Božích muk u Stojčína                         |                                                  | Stojčín 49°14′17″ s. š., 15°13′17″ v. d.                      | lípa malolistá (2)                              |              | 105405 Q26783156 |                                                                               | V obci na návsi u Božích muk |
| Václavovy lípy                                       |                                                  | Útěchovice pod Stražištěm 49°31′42″ s. š., 15°1′29″ v. d.     | lípa malolistá (2)                              |              | 104665 Q26783128 |                                                                               | Uprostřed zemědělského pozemku u křížku mezi obcemi Útěchovice pod Stražištěm a Velkou Chýškou                                                         |
| Lípa v Ovčíně †                                      |                                                  | Velká Rovná 49°28′22″ s. š., 14°55′32″ v. d.                  | lípa malolistá                                  | 520          | 102862 Q26787894 |                                                                               | U zemědělské usedlosti v Ovčíně čp.479, u křižovatky silnic Velká Rovná-Pojbuky. Ochrana zrušena v roce 2022.                                          |
| Klen u Bednářů ve Vlasenici                          |                                                  | Vlasenice u Kamenice nad Lipou 49°18′8″ s. š., 15°7′22″ v. d. | javor klen                                      | 497          | 105444 Q26790038 |                                                                               | V obci |
| Klen u Pechků ve Vlasenici                           |                                                  | Vlasenice u Kamenice nad Lipou 49°18′6″ s. š., 15°7′31″ v. d. | javor klen                                      | 381          | 105445 Q26790039 |                                                                               | V obci v soukromé zahradě |
| Vlčetínský dub                                       |                                                  | Vlčetín 49°13′42″ s. š., 15°9′27″ v. d.                       | dub letní                                       | 480          | 102852 Q26787889 |                                                                               | u čp. 43, jihozápadně od centra obce |
| Vaňkova lípa                                         |                                                  | Vlkosovice 49°20′25″ s. š., 14°57′17″ v. d.                   | lípa malolistá                                  | 500          | 102855 Q26787891 |                                                                               | V zahradě za hospodářskou budovou u čp. 30, u jihozápadního okraje vsi                                                                                 |
| Vlkosovická lípa                                     |                                                  | Vlkosovice 49°20′23″ s. š., 14°57′29″ v. d.                   | lípa velkolistá                                 | 590          | 102890 Q26787918 |                                                                               | Na louce při silnici směrem na obec Mnich |
| Vyklantická lípa                                     |                                                  | Vyklantice 49°33′16″ s. š., 15°2′24″ v. d.                    | lípa malolistá                                  | 565          | 102845 Q26787883 | Kategorie „Vyklantická lípa“ na Wikimedia Commons                             | V centru obce u obchodu, nedaleko zámku |
| Žižkův dub                                           | Žižkův dub                                       | Želiv 49°31′43″ s. š., 15°12′53″ v. d.                        | dub letní                                       | 690          | 102894 Q10296179 |                                                                               | U silnice na Červenou Řečici, pod areálem kláštera |